# Свен Кумс
Свен Кумс (фр. Sven Kums, нар. 26 лютого 1988, Ассе) — бельгійський футболіст, півзахисник клубу «Гент». Футболіст року в Бельгії (2015).

## Клубна кар'єра
Народився 26 лютого 1988 року в місті Ассе. Вихованець футбольної школи клубу «Андерлехт», де його батько працював тренером. 2006 року вісімнадцятирічному Куму було дозволено тренуватися з першою командою, але його дебют на найвищому рівні за рідну команду так і не відбувся. Через високу конкуренцію Свен для отримання ігрової практики на правах оренди виступав за «Льєрс» і «Кортрейк». Останній клуб в 2008 році підписав Кумса, після того, як той допоміг команді повернутися в еліту. За «Кортрейк» в Жюпіле-лізі Свен провів більше 100 матчів, ставши одним з лідерів клубу.
Влітку 2011 року Кумс перейшов у нідерландський «Геренвен». 6 серпня в матчі проти НЕКа він дебютував у Ередівізі. 15 жовтня в поєдинку проти «Де Графсхапа» Свен забив свій перший гол за новий клуб. Загалом Свен відіграв за команду з Геренвена два сезони своєї ігрової кар'єри. Більшість часу, проведеного у складі «Геренвена», був основним гравцем команди.
Влітку 2013 року Кумс повернувся на батьківщину, підписавши контракт з клубом «Зюлте-Варегемом». За один сезон в клубі він зіграв 41 гру, забив 5 голів. Команда фінішувала на 4 місці, а виступи Кумса не залишилися непоміченими. В результаті 1 липня 2014 року півзахисник уклав чотирирічний контракт з «Гентом». У першому ж сезоні Свен допоміг клубу вперше в історії виграти чемпіонат та завоювати Суперкубок Бельгії. У наступному сезоні він був обраний капітаном команди, а також був названий Футболістом року в Бельгії, ставши лише третім гравцем «Гента» за всю історію, що удостоївся цього звання.
29 серпня 2016 року Кумс був проданий англійському «Вотфорду», але відразу був відданий в оренду в італійське «Удінезе», оскільки обидва клуба належали одному власнику, Джампаоло Поццо. У матчі проти «Мілана» Кумс він дебютував в Серії A.
2 червня 2017 року Кумс повернувся в «Андерлехт» і 28 липня в матчі проти «Антверпена» він нарешті дебютував за рідну команду. Там Кумс провів два сезони, а влітку 2019 року був відданий в оренду в «Гент». Станом на 26 жовтня 2019 року відіграв за команду з Гента 6 матчів в національному чемпіонаті.

## Виступи за збірні
2005 року дебютував у складі юнацької збірної Бельгії (U-18), загалом на юнацькому рівні взяв участь в 11 іграх, відзначившись одним забитим голом.
Протягом 2008—2010 років залучався до складу молодіжної збірної Бельгії. На молодіжному рівні зіграв у 12 офіційних матчах, забив 1 гол.

## Статистика виступів

### Статистика клубних виступів
| Сезон                | Команда              | Чемпіонат            | Чемпіонат | Чемпіонат | Національний кубок | Національний кубок | Національний кубок | Континентальні кубки | Континентальні кубки | Континентальні кубки | Інші змагання | Інші змагання | Інші змагання | Усього | Усього |
| Сезон                | Команда              | Ліга                 | Ігор      | Голів     | Ліга               | Ігор               | Голів              | Ліга                 | Ігор                 | Голів                | Ліга          | Ігор          | Голів         | Ігор   | Голів  |
| -------------------- | -------------------- | -------------------- | --------- | --------- | ------------------ | ------------------ | ------------------ | -------------------- | -------------------- | -------------------- | ------------- | ------------- | ------------- | ------ | ------ |
| 2006–07              | «Льєрс»              | ПЛ                   | 14        | 1         | КБ                 | 0                  | 0                  | -                    | -                    | -                    | -             | -             | -             | 14     | 1      |
| 2007–08              | «Кортрейк»           | ТК (ІІ)              | 16        | 5         | КБ                 | 2                  | 0                  | -                    | -                    | -                    | -             | -             | -             | 18     | 5      |
| 2008–09              | «Кортрейк»           | ПЛ                   | 33        | 7         | КБ                 | 3                  | 0                  | -                    | -                    | -                    | -             | -             | -             | 36     | 7      |
| 2009–10              | «Кортрейк»           | ПЛ                   | 28+9      | 1         | КБ                 | 4                  | 0                  | -                    | -                    | -                    | -             | -             | -             | 41     | 1      |
| 2010–11              | «Кортрейк»           | ПЛ                   | 28+1      | 2         | КБ                 | 2                  | 0                  | -                    | -                    | -                    | -             | -             | -             | 31     | 2      |
| Усього за «Кортрейк» | Усього за «Кортрейк» | Усього за «Кортрейк» | 105+10    | 15        |                    | 11                 | 0                  |                      | -                    | -                    |               | -             | -             | 126    | 15     |
| 2011–12              | «Геренвен»           | E                    | 33        | 2         | КН                 | 5                  | 1                  | -                    | -                    | -                    | -             | -             | -             | 38     | 3      |
| 2012–13              | «Геренвен»           | E                    | 32        | 2         | КН                 | 3                  | 0                  | ЛЄ                   | 4                    | 0                    | -             | -             | -             | 39     | 2      |
| 2013–14              | «Геренвен»           | E                    | 4         | 0         | КН                 | 0                  | 0                  | -                    | -                    | -                    | -             | -             | -             | 4      | 0      |
| Усього за «Геренвен» | Усього за «Геренвен» | Усього за «Геренвен» | 69        | 4         |                    | 8                  | 1                  |                      | 4                    | 0                    |               | -             | -             | 81     | 5      |
| 2013–14              | «Зюлте-Варегем»      | ПЛ                   | 21+8      | 4         | КБ                 | 6                  | 1                  | ЛЄ                   | 6                    | 0                    | -             | -             | -             | 41     | 5      |
| 2014–15              | «Гент»               | ПЛ                   | 17+9      | 1         | КБ                 | 3                  | 0                  | -                    | -                    | -                    | -             | -             | -             | 29     | 1      |
| 2015–16              | «Гент»               | ПЛ                   | 30+9      | 13        | КБ                 | 4                  | 1                  | ЛЧ                   | 8                    | 2                    | СБ            | 1             | 0             | 52     | 16     |
| 2016–17              | «Гент»               | ПЛ                   | 5         | 0         | КБ                 | 0                  | 0                  | ЛЄ                   | 3                    | 0                    |               | -             | -             | 8      | 0      |
| Усього за «Гент»     | Усього за «Гент»     | Усього за «Гент»     | 52+18     | 14        |                    | 7                  | 1                  |                      | 11                   | 2                    |               | 1             | 0             | 89     | 17     |
| 2016–17              | «Удінезе»            | A                    | 24        | 0         | КІ                 | 0                  | 0                  | -                    | -                    | -                    | -             | -             | -             | 24     | 0      |
| Усього за кар'єру    | Усього за кар'єру    | Усього за кар'єру    | 285+36    | 38        |                    | 32                 | 3                  |                      | 21                   | 2                    |               | 1             | 0             | 375    | 43     |

## Титули і досягнення

### Командні
- Чемпіон Бельгії (1):

«Гент»: 2014-15
- Володар Суперкубка Бельгії (2):

«Гент»: 2015
«Андерлехт»: 2017
- Володар Кубка Бельгії (1):

«Гент»: 2021-22

### Особисті
- Футболіст року в Бельгії: 2015